# 452 Batalion Artylerii Przeciwlotniczej (USA)

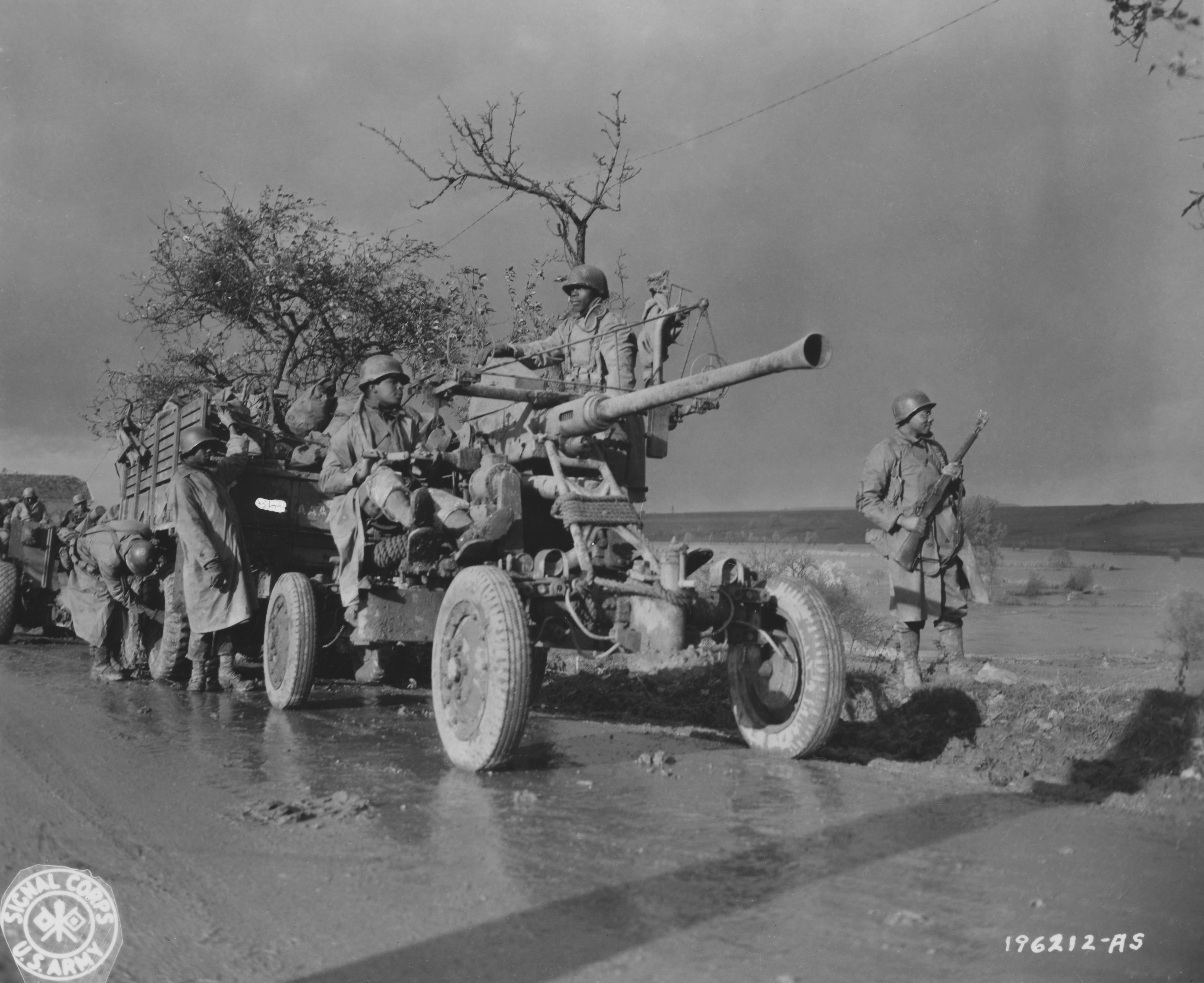
Żołnierze 452 Batalionu Artylerii Przeciwlotniczej z 40 mm armatą przeciwlotniczą Bofors (listopad 1944)

452 Batalion Artylerii Przeciwlotniczej (ang. 452nd Anti-Aircraft Artillery Battalion) – afroamerykańska mobilna jednostka artylerii przeciwlotniczej armii amerykańskiej podczas II wojny światowej. 

## Historia
452 Batalion Artylerii Przeciwlotniczej walczył w niemal każdej większej kampanii lądowej aliantów na europejskim teatrze działań wojennych, w tym w Normandii, północnej Francji, Ardenach, Nadrenii i Europie Środkowej. Batalion wylądował w Normandii 23 czerwca 1944 roku i brał udział w bitwie o wybrzuszenie oraz był częścią słynnej akcji ratunkowej generała Pattona, mającej na celu uratowanie oblężonego przez Wehrmacht miasta Bastogne. 22 marca 1945 roku, biorąc udział w obronie mostu na Renie w pobliżu Oppenheim, batalion zestrzelił wiele atakujących samolotów Luftwaffe i w ciągu jednej doby zniszczył 10 z nich.
452 Batalion Artylerii Przeciwlotniczej składał się z mniej niż 1000 żołnierzy, wliczając personel pomocniczy, i przypisuje mu się zniszczenie 88 niemieckich samolotów bojowych, z czego 68 zestrzeleń było w pełni potwierdzonych, a 19 częściowo potwierdzonych.